# انوکساپارین سدیم

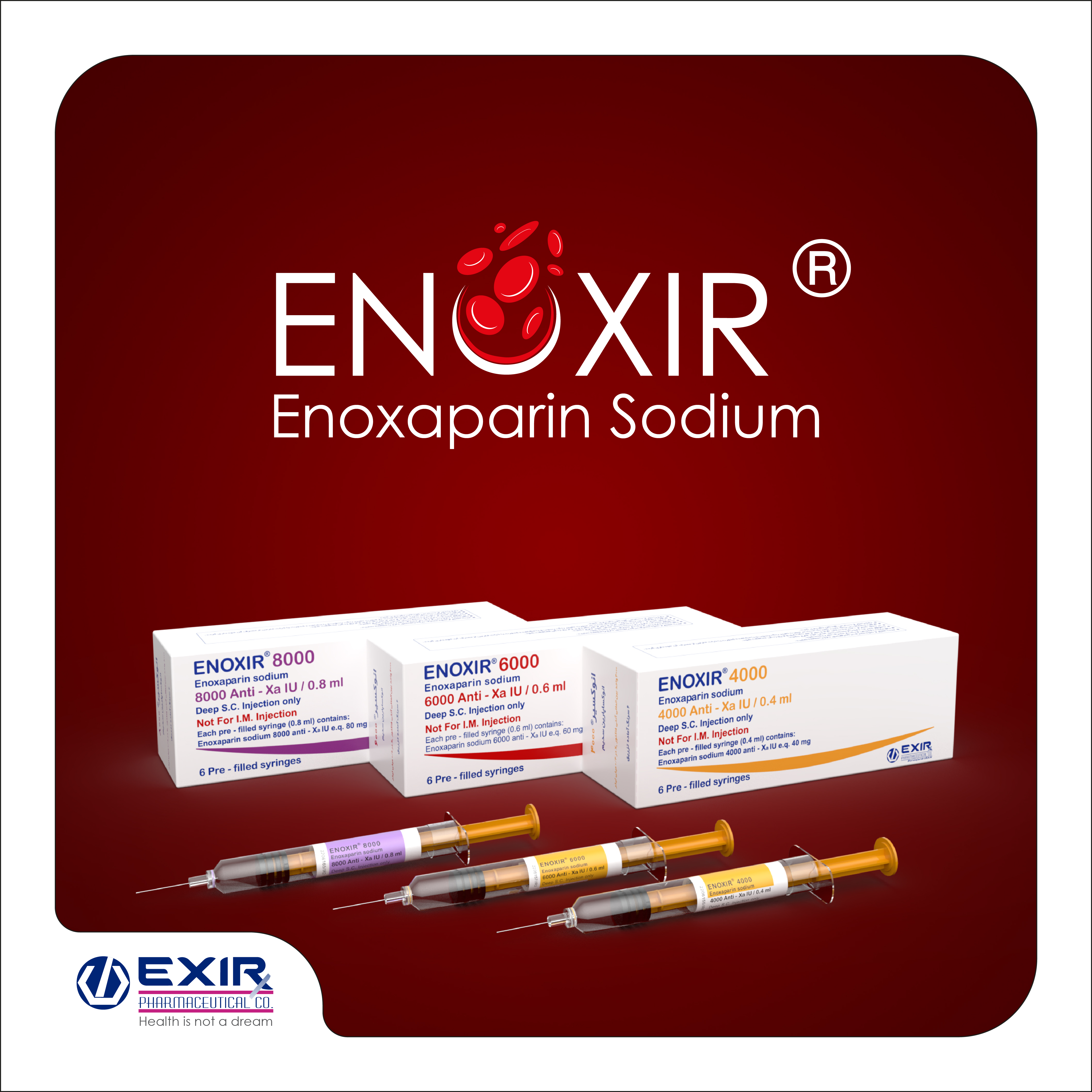
سرنگ از پیش پر شده انوکساپارین سدیم (انوکسیر®) تولید شرکت داروسازی اکسیر

آنوکساپارین سدیم یک داروی ضد انعقادی، رقیق کننده خون است. از این دارو برای درمان و جلوگیری از ترومبوز وریدهای عمقی (DVT) و آمبولی ریوی (PE) از جمله در دوران بارداری و در موارد خاصی از جراحی استفاده می‌شود. همچنین در افرادی که سندرم کرونری حاد (ACS) و حملات قلبی دارند استفاده می‌شود. این دارو به صورت تزریق دقیقاً زیر پوست  استفاده می‌شود، نکته قابل توجه آن است که تزریق انوکساپارین سدیم هیچ گاه به صورت وریدی یا رگی نبوده و برای استفاده همانطور که گفته شد باید از روش عضلانی بهره گرفت، یکی دیگر از مهم ترین کاربردها شامل دستگاه‌های دیالیز کلیه است.
عوارض جانبی رایج شامل خونریزی، تب و ورم پاها است. خونریزی ممکن است خصوصاً در افرادی که دچار پونکسیون کمریشده‌اند جدی باشد. به نظر می‌رسد استفاده در دوران بارداری برای کودک بی خطر است. انوکساپارین در خانواده داروهای کم وزن مولکولی هپارین است.
انوکساپارین اولین بار در سال ۱۹۸۱ ساخته شد و در سال ۱۹۹۳ برای مصارف پزشکی مورد تأیید قرار گرفت. این دارو در فهرست داروهای ضروری سازمان بهداشت جهانی قرار دارد که ایمن‌ترین و موثرترین داروهای مورد نیاز در یک سیستم بهداشتی است. انوکساپارین تحت چندین نام تجاری فروخته می‌شود و به عنوان داروی عمومی در دسترس است. هزینه عمده فروشی در کشورهای در حال توسعه حدود ۱٫۹۰–۱۰٫۸۰ دلار در روز است. در ایالات متحده، هزینه عمده فروشی از سال ۲۰۱۶ حدود ۱۴٫۱۳ دلار در روزبوده است. انوکساپارین از هپارین ساخته شده‌است. در سال ۲۰۱۷، این دارو ۲۹۹مین داروی رایج در ایالات متحده بود که بیش از یک میلیون نسخه از آن وجود داشت.
انوکساپارین در ایران با نام تجاری انوکسیر®/®ENOXIR و در شکل سرنگ آماده تزریق توسط شرکت داروسازی اکسیر تولید می شود.
- سرنگ از پیش پر شده انوکسپارین سدیم آماده تزریق 0.2 میلی لیتر معادل 200 واحد بین المللی در بسته بندی 6 عددی
- سرنگ از پیش پر شده انوکسپارین سدیم آماده تزریق 0.4 میلی لیتر معادل4000 واحد بین المللی در بسته بندی 6 عددی
- سرنگ از پیش پر شده انوکسپارین سدیم آماده تزریق 0.6 میلی لیتر معادل6000 واحد بین المللی در بسته بندی 6 عددی
- سرنگ از پیش پر شده انوکسپارین سدیم آماده تزریق 0.8 میلی لیتر معادل8000 واحد بین المللی در بسته بندی 6 عددی

## فارماکوکینتیک
انوکسوپارین بعد از تزریق زیر پوستی به سهولت و با یک زیست دستیابی حدود ۹۲٪ جذب می‌شود. اوج غلظت پلاسمایی آن طی یک تا ۵ ساعت حاصل می‌شود. نیمه عمر حذف آن حدود ۴ تا ۵ ساعت است اما متعاقب یک دوز ۴۰ میلی‌گرمی فعالیت آنتی فاکتور Xa تا ۲۴ ساعت ناپایدار می‌ماند. این دارو در کبد متابولیزه می‌شود و از طریق ادرار دفع می‌گردد که دفع آن هم به صورت داروی تغییر نکرده و هم به صورت متابولیت‌های دفعی است.

## نحوه مصرف و دوز مصرفی
انوساپارین یک دارو ضد انعقاد طولانی اثر است و معمولا به صورت تک دوز ( یکبار در روز ) تجویز میشود اما گاهی نیز در برخی موارد به صورت دوبار در روز در فواصل هر 12 ساعت تجویز و تزریق میشود. این دارو دارای دو دوز 4000 و 6000 واحد است و تنها به صورت آمپول تولید میشود. تنها راه تزریق انوکساپارین به صورت زیر جلدی است.
در مواردی که نیاز به تجویز طولانی مدت یک داروی ضد انعقاد طولانی مدت باشد، انوکساپارین نسبت به هپارین ارجحیت دارد و مناسب تر میباشد. همچنین دوز درمان و عوارض جانبی انوکساپارین نسبت به هپارین کمتر است.